# Babljak (Uroševac)
Pour les articles homonymes, voir Babljak.
Bablak en albanais et Babljak en serbe latin (en serbe cyrillique : Бабљак) est une localité du Kosovo située dans la commune/municipalité de Ferizaj/Uroševac, district de Ferizaj/Uroševac (Kosovo) ou district de Kosovo (Serbie). Selon le recensement kosovar de 2011, elle compte 258 habitants.

## Démographie

### Évolution historique de la population dans la localité
| 1948 | 1953 | 1961 | 1971 | 1981 | 1991 | 2011 |
| ---- | ---- | ---- | ---- | ---- | ---- | ---- |
| 302  | 330  | 361  | 370  | 388  | 451  | 258  |

|  |

### Répartition de la population par nationalités (2011)
En 2011, les Albanais représentaient 99,22 % de la population.